# Stictopisthus perfidus
Stictopisthus perfidus là một loài tò vò trong họ Ichneumonidae.